# 保護貿易
保護貿易（ほごぼうえき、英: protective trade）とは、国内取引と国外取引の間に関税などの交易障壁を設けた状態における貿易のこと。
対義語は自由貿易。

## 概要
国家が自由貿易による弊害を防止し、自国の産業を育てるためにとる貿易政策を「保護貿易」という。保護貿易は関税で輸入量を制御する場合と、政府や業界団体が輸入を独占したり様々な国内基準を設け、貿易数量を規制する（非関税障壁）場合がある。国内規格を設けて輸入を制限する、自国製品に補助金をつけて輸出を促進するという政策もある。
関税の決定権は通常、中央政府にあるが中央政府の体制次第では国内産業の主張を反映せざるを得ない場合がある。競争力の弱い国内産業の場合、競合する輸入品の制限を求めることが多い。このときに、中央政府は、当該産業との競合品に関して高率の関税をかけるなどして輸入を制限する。これによって、当該産業は保護され一定の市場占有率と利益を確保できる。また、中央政府が特定の産業を国内で育成する目的を持って主体的に関税を設ける場合もある。これらの意図で形成される貿易体制が保護貿易である。
一般に、関税は当該商品の購入者に対する間接的課税となる。

## 保護主義の主張
貿易が拡大することによって、不利益をこうむる人々が政治的に大きな力を結束させ、貿易に制約を加えることを保護主義と呼ぶ。
- 外国からの輸入の拡大は国内生産者の利益を損ねる[5]。
- 外国からの輸入の増加によって、国内の製品が売れなくなり、雇用が悪化する[5]。

外国から安価な商品の大量流入によって国内の生産の縮小→国内企業の国外移転→国内産業の空洞化が生じる。
- 先進国との競争激化による国内企業の淘汰を防ぐため、一時的な産業の保護を必要とする（幼稚産業保護）[5]。
- 先端技術産業の育成のため、国内産業を保護する[5]。

自由貿易論者の主張については、自由貿易#概要を参照。

## 特性
保護貿易はいくつかの特性を持っている。
ゲーム理論からのアプローチ
自由貿易の体制の中、一カ国が保護貿易体制を敷いたとする。この場合、保護貿易国では貿易収支が改善される。逆に自由貿易国は貿易収支が悪化するため、保護貿易への転換を選択する。このため、保護貿易が広がり全体的な効率性が低下する（ナッシュ均衡）（合成の誤謬）。
変動相場制からのアプローチ
資本移動が無い、あるいは一定の場合を想定する。このとき、為替相場変動の要因は貿易額変動のみになる。特定の産業を保護するために関税をかけると、保護された産業の市場で外国勢のシェアが落ち輸入額が減少する。輸入額の減少は自国通貨高をもたらすために、保護されていない産業は競合品の輸入が拡大しシェアを落とす。また、自国通貨高により輸出産業が打撃をこうむる。このように、ある産業が保護されると、保護されていない産業は損害をこうむる。

## 歴史

### イギリスの保護貿易政策
17世紀のイギリスでは、重商主義がすすめられて、イギリスの繁栄の礎を築いた。イギリスは1651年から航海条例を発布する。目的はイングランドの貿易をイングランド籍の船にかぎることであり、これによりオランダ船を貿易において排除した。1690年には産業の保護のため、毛織物の輸入に関税をかけて、原毛の輸出を禁止した。この時代には連帯保護制度があり、製造業を保護する一方で、小麦をはじめとする穀物に輸入制限を設けたり、輸出奨励金の拠出を行った。穀物の輸出奨励金によって、イギリスは1770年代まで穀物輸出国となった。民間では名誉革命によって営業の自由が保証されたが、同時代の大陸ヨーロッパは国王特権による独占や特許がまだ力を持っており、アダム・スミスが『国富論』を書いた時代にも、フランスはコルベール主義の政策が続いていた。コルベールは産業育成と輸出奨励策をとり、輸入代替政策をはかった。

### 産業革命の進展
産業革命が進展した時代には、イギリスではインドの綿織物キャラコの輸入や使用を禁止して、インド産綿織物と国内毛織物との競争を防いだ。やがて毛織物から綿織物へと保護育成を移して、綿織物の輸出が増加を続けて、18世紀末から19世紀初頭にかけて輸出額が2倍以上に上昇した。一方で人口は1771年から1871年のあいだに900万人から2600万人となり、穀物輸出国から輸入国になる。ナポレオン戦争は貿易に大きな影響を与えて、ナポレオンがイギリスとの貿易を禁じた大陸封鎖令で小麦の価格はさらに上昇した。イギリスでは穀物の保護貿易による賃金高止まりへの批判から国内で対立が起き、反穀物法同盟などの運動もあって1846年に穀物法は廃止された。イギリスでは自由貿易がすすむが、イギリスに続いて工業化をすすめる大陸ヨーロッパ諸国やアメリカでは、保護貿易が継続されてゆく。

### 工業化と保護主義
ドイツでは1834年にドイツ関税同盟が作られて、プロイセンを中心としてドイツの統一がすすんだ。イギリスの自由貿易は、ドイツを農業国に戻すための政策として警戒されて、ドイツの保護主義の根拠となった。フリードリヒ・リストが保護主義による工業化を主張したのも、この時代である。
アメリカ合衆国の初期の貿易政策は、保護主義にもとづいていた。合衆国の初代財務長官アレクサンダー・ハミルトンは重商主義やリストの思想を参考として「製造業に関する報告書」を書き、アメリカ学派と呼ばれる経済学派を形成する。アメリカ学派の政策はアメリカ・システムとも呼ばれて、下院議員のヘンリー・クレイを中心に推進された。1816年にはほとんどすべての工業製品に35％の関税が課され、1846年まで高関税が維持された。1846年以降は関税が引き下げられ、10~20％程度の穏当なものになった。やがてプランテーションによる綿花の輸出で栄える自由貿易派の南部と、工業育成を図る保護貿易派の北部との間で対立が抜き差しならないものとなり、南北戦争が勃発する。北部は勝利してアメリカ国内の産業は拡大発展して、アメリカの保護貿易政策は第二次世界大戦まで続く。アメリカの資本集約産業は、巨大な国内市場と発達した鉄道網の恩恵により、規模の経済による収穫逓増の法則を大きく働かせることができ、その競争力を飛躍的に高めることに成功した。
19世紀ロシアは保護関税政策を実施し、人頭税や地租などの直接税の比重が10%から20%であったのに対して、関税収入が9%から16%にのぼった。
明治維新前後の日本では、1911年の条約改正まで関税自主権がなかったため、関税収入はわずか4-6%にとどまり、税収の60%から92%が地租に依存していた。なお、イギリスの税収は消費税と関税で60%、地租は5%であったため、当時の日本とイギリスの税収構造は全く異なるものであった。明治初期頃から帝国主義的な覇権競争の中で日本の利益をいかに保護するかという目的で、福澤諭吉らの論説などに保護主義が見られた。明治中期頃からは田口卯吉や徳富蘇峰は政府の保護貿易政策を批判して自由貿易を唱えたが、それを批判して河上肇の農業重視論などが登場した。

### 保護主義と公正貿易運動
19世紀後半からは、不況の影響で農業と工業における保護主義がすすむ。アメリカの穀物や食肉輸出はヨーロッパへ向けられ、ロシアの穀物輸出も増加して、ヨーロッパは農業不況にみまわれた。1873年恐慌が起きると、工業の保護の要求も高まった。1878年にはイタリアの保護関税法、1879年にドイツの農工保護関税法、1881年にフランスの農業関税率引き上げ、1890年にロシアの保護関税法とアメリカのマッキンリー関税法、92年にフランスでメリーヌ関税が相次いだ。
こうした状況のなかでイギリスは自由貿易を継続して、他国からの工業製品の輸入が急増する。イギリス国内では一方的な自由貿易に対する批判が起きて、国民公正貿易運動と呼ばれる動きにつながった。20世紀初頭には、イギリス帝国の統一を強化するための保護主義として関税改革運動も起きた。しかしイギリス経済は製造業にかわって金融業が成長をしており、ロンドンのシティを中心とする国外投資収益がGDPの6.8パーセントを生み出す時代に入っていた。1906年の総選挙で関税改革運動を主張した保守党は大敗し、自由貿易は維持された。関税改革運動は、世界恐慌後の帝国特恵制度へ引き継がれることになる。

### 世界恐慌
世界恐慌ののち、工業諸国はブロック経済を形成して保護貿易の度合いを深める。きっかけとなったのは、アメリカが農業保護を目的に立案したスムート・ホーリー関税法だった。この法律は、当初は農作物の関税を上げることを目指していたが、世界恐慌の影響で工業界も加わる。当時の世界最大の貿易国だったアメリカが関税率を大幅に上げたことで、各国は報復関税を制定するなどの対応をして、世界貿易は縮小した。
大恐慌をきっかけにイギリスでも保護主義がすすみ、1932年のオタワ会議では、帝国特恵政策が定められた。世界貿易は、1930年代末には1920年代後半の50パーセント以下まで縮小した。ブロック経済は各国の経済的効率性を損なったことに加えて、政治的な対立の激化をまねき、第二次世界大戦の勃発の要因となった。

### 発展途上国と輸入代替
第二次世界大戦後にアジアやアフリカでは植民地からの独立が相次ぎ、こうした新たな独立国は発展途上国とも呼ばれた。発展途上国では、農業国から工業国への転換を目ざして、輸入代替型の工業化を推進した。輸入代替工業化は、先進国から輸入されていた工業製品の国産化を目ざす政策であり、財源には一次産品の輸出収入と開発援助があてられた。国連貿易開発会議（UNCTAD）は、途上国の経済開発を目的として各国の輸入代替工業化を推進した。発展途上国の援助のために、GATTの理念とは異なる一般特恵関税制度も維持された。
しかし、関税・輸入制限措置などによって外国製品との競争から国内企業を保護することで、産業の高コスト化・貿易収支の悪化といった形で経済構造に歪みが生じた。また、1973年の石油ショックは世界貿易を一変させ、貿易黒字の上位9カ国を産油国が占めて、開発途上国の利害は産油国と非産油国に分かれる結果となった。

### 貿易摩擦
アメリカは1950年代まで世界の鉄鋼生産量の40パーセントを占めていたが、1960年代には日本やヨーロッパの生産が増えて保護貿易の要求が高まる。日本とヨーロッパは輸出の自主規制をするが、1970年代には最低輸入価格制度、1980年代には国別輸入割当制度が実施されて、アメリカの鉄鋼保護貿易は厳しさを増した。鉄鋼のほかにも、繊維、自動車、半導体をめぐって貿易摩擦が起きた。

### 戦略的貿易政策
1994年のビル・クリントン政権のもとでは、特定の産業を保護・育成・振興して経済厚生を高める政策の理論化がすすめられた。中でも、規模の経済や収穫逓増の特徴を持つハイテク産業が注目された。

### リーマン・ショック以降
2008年9月のリーマン・ショック後、G20諸国のうち17か国が、同年11月の第1回サミットのわずか数ヵ月後に保護主義的措置を導入したが、世界貿易機関（WTO）の働きもあり保護主義は抑え込まれた。
2018年にドナルド・トランプ政権は、鉄鋼とアルミニウム、次に中国からの輸入品に追加関税をかけた。中国の習近平政権が報復として農産物に関税をかけると、トランプ政権はさらに1000億ドル相当の関税をかけた。専門会議メンバーの経済学者の中では、この関税でアメリカ人の生活水準が上がると答えた者はいなかった。しかし国内の世論調査では、自由貿易には反対の方が多かった。

## 研究と見解
最初期の保護貿易論としては、スコットランドの経済学者ジェイムズ・スチュアート (経済学者)があげられる。スチュアートは著書『経済の原理』（1767年）において、商業の発達が封建制からの自由をもたらしたと述べた。そして商業の発達で商品生産が増えると、農業と工業の社会的な分業が起きるが、分業が順調にすすむためには有効需要が必要であるとした。スチュアートによれば、この有効需要を調整するための政策が、国家による保護貿易だった。スチュアートの保護貿易政策には、輸出産業の奨励、育成すべき製造業の選択がある。スチュアートはまた、消費者と供給者の利害や、農業と工業の利害は、貿易においては一致しないと論じた。
トマス・マルサスは、『人口論』（1798年）や『経済学原理』（1820年）において、食料調達の必要性から農業の保護を主張した。穀物を自給できる国家は農業と工業の並立を目指すべきであり、農業国と工業国の国際分業は一時的であると否定的な見解を述べている。実態としては、マルサスの指摘ののちも農業国と工業国の国際分業は継続した。
フリードリッヒ・リストは『政治経済学の国民的体系』（1841年）で、工業化のための保護貿易を主張した。リストは国民経済の発展を（1）農業段階、（2）農工業段階、（3）農工商業段階に分けて、（1）と（3）においては自由貿易、（2）においては工業化のための保護関税が必要とした。リストが生きた時代のドイツは統一の途上にあったため、リストはイギリスの自由貿易政策について、ドイツの国民形成や工業化をさまたげるとして批判した。そして、ドイツ中心の経済圏を作るための関税同盟の拡大や、オーストリア、ハンガリー、トルコへの植民の必要性を論じた。リストの思想は、アメリカのハミルトンや、イギリスの国民公正貿易運動にも影響を与えている。開発経済学における輸入代替工業化論の先駆けでもあった。
1881年からイギリスで形成された国民公正貿易運動は、イギリスのみが国家の援助なしに競争をすることが不公正であるとして、結成宣言に次のような内容を含んでいた。（1）通商条約の更新停止、（2）国内産業の原料輸入を無関税とする、（3）イギリス製品を無関税で受け入れない国の製品に関税を課す、（4）外国からのあらゆる食料に関税を課す、というものである。国民公正貿易運動の議長にはロイズ銀行のS・S・ロイド、幹部には毛織物業者のW・F・エクロイドなど、他国の保護主義によって損害を受けた業者がいた。E・E・ウィリアムズの『メイド・イン・ジャーマニィ』のように、イギリス産業が衰退してドイツ製品が急増しているという扇動的な内容の書物も出版されている。

### 国内産業や雇用との関連
保護貿易政策は、保護された比較劣位の産業には一時的に利益をもたらす。その一方で、消費者は比較劣位財を外国と比べて高い価格で購入しなければならない。衰退産業保護政策の問題点は、衰退産業が永続した場合、産業構造の調整を遅延させる。1990年代半ば以降のヨーロッパの生産性の低迷は、各国政府の産業保護を原因とする研究がある。保護主義が勤労者個人を保護するのではなく、脆弱な産業を保護する場合に問題が生じるとする指摘もある。
国内で輸入制限などの保護主義を求める運動が起きる度合いは、国内経済の転換能力と関係する。転換能力が高ければ優位な産業への労働や資本の移動がすすむが、転換能力が低い場合には輸入制限や輸出攻勢、貿易摩擦の原因となる。
イギリスでは1815年に穀物法が制定されたものの、1816年から1820年代に深刻な農業不況が起きた事例がある。これは国内農業の生産効率が上がったために、ナポレオン戦争の終結後に国内での競争が起きたことが原因とされる。
保護貿易のもとでも経済成長が促進される事例として、19世紀のアメリカ西部開拓のように、国内市場の規模が大きかった場合がある。

### 政治との関連
保護主義については、政治的な原因と理論的な基盤の両方から考察がすすめられている。保護貿易の支持と、利益団体や圧力団体との関係も指摘されている。保護貿易の受益者である生産者は、その負担者である消費者よりも政治的に力が強くなりやすいとされる。アメリカの古典的な例では、砂糖輸入の総量規制がある。このメリットを享受できるのは、アメリカ国内の一部の生産者のみであり、消費者の年間コストは年間100億ドルとなる。一人当たりの年間コストは約5ドルとなり、小さすぎて有権者に認知されにくい。

### 不況との関連
歴史的に最も重要な事例として、1930年代の世界的な保護主義があげられる。不況で国内産業が不振であるとき、外国から低価格の商品が入ってくると、その不振がさらに大きくなる。そこで外国からの輸入に高い関税を課して、国内産業を守ろうとする政策に転換する国が増えた。これは経済学者のジョーン・ロビンソンをはじめとして近隣窮乏化政策と呼ばれた。
また、第二次世界大戦後の発展途上国に見られた輸入代替政策をはじめとする保護主義政策がある。外国からの輸入や投資を制限し、自国の産業を育成するために国家主導の産業育成政策を進めたが、1960年頃まで経済成長をすることができなかった。

### 世界恐慌との関連
アメリカのスムート・ホーリー法、イギリスのオタワ会議などは高関税、為替の切り下げの応酬による悪循環をまねいた。当時の国際機関である国際連盟には、最大の貿易国であるアメリカが参加しておらず、安全保障が不完全であった。このためブロック経済間の対立は軍事衝突につながった。貿易制限などの保護貿易政策では、国内需要への転換能力が重要となる。しかし転換には時間と費用がかかるため、世界恐慌において保護貿易は解決策とならず、有害に作用した。
世界恐慌については、当時の金本位制が保護主義とともに悪化の要因になっていたという研究がある。バリー・アイケングリーンとジェフリー・サックスの1985年の研究は大きな影響を与えた。その関連として、アイケングリーンとダグラス・アーウィンは1930年代の貿易制限措置は破壊的かつ反生産的だったとしたうえで、金本位制からの離脱が早い国々ほど貿易制限措置に訴える程度が小さかったと論じた
。

### 植民地主義との関連
イギリス植民地大臣だったジョゼフ・チェンバレンは、イギリス帝国の統合を強化するために、帝国特恵関税などの保護主義を主張して、経済学者のウィリアム・アシュレーに支持された。アシュレーの思想は、植民地の農産物に特恵を与えるかわりに、植民地の工業化を制限して、宗主国の工業を守るというものだった。オタワ会議による保護主義と帝国特恵政策は、チャーチルの戦時内閣にも参加した政治家のレオポルド・エイメリーらに支持された。